# Derrick Todd Lee
Pour les articles homonymes, voir Derrick Lee et Lee.
Derrick Todd Lee, né le 5 novembre 1968 à Saint Francisville (Louisiane, États-Unis) et mort le 21 janvier 2016  au Louisiana State Penitentiary, dans la paroisse de Feliciana Ouest (Louisiane, États-Unis), est un tueur en série américain accusé de 7 meurtres.

## Biographie
Il est entré dans la maison de Dianne Alexander le 9 juillet 2002. Il l'a battue violemment et a tenté de la violer. Dianne Alexander est la seule survivante connue de Derrick Todd Lee. Elle a survécu parce que son fils est arrivé et a effrayé Lee. Le fils d'Alexandre a poursuivi Lee dans le fond de la maison et a pu obtenir une description de la voiture. Alexander a donné des détails sur l'apparence de Lee.
Les forces de l'ordre l'ont localisé et l'ont capturé à Atlanta en Géorgie. Lee est renvoyé à Baton Rouge, il a été jugé en août 2004 pour le meurtre de Geralyn DeSoto. Desoto avait été trouvée morte dans sa maison à Addis, poignardée à plusieurs reprises. Le mari de DeSoto avait initialement été le principal suspect de son meurtre, mais à mesure que l'enquête progressait, des preuves d'ADN reliant Lee au crime ont été découvertes. Lee a été condamné par un jury et condamné à la réclusion à perpétuité sans libération conditionnelle.
Au cours des évaluations psychiatriques, il a obtenu une moyenne de 65 de QI. Un score inférieur à 69 est considéré comme le seuil pour ce qui peut être considéré comme un retard mental. Lee est estimé apte à être jugé malgré son faible QI.
Il est reconnu coupable le 14 octobre 2004 pour le viol et le meurtre de Charlotte Murray Pace, étudiante. Il est condamné à mort par injection létale. Le 16 janvier 2008, la Cour suprême de l'État a confirmé la condamnation de la peine de mort. Lee est placé dans le couloir de la mort au pénitencier d'État de Louisiane. Il meurt le 21 janvier 2016 dans un hôpital où il avait été transféré afin de bénéficier de soins médicaux.